# Quận Boone, Illinois
Quận Boone là một quận thuộc tiểu bang Illinois, Hoa Kỳ.
Quận này được đặt tên theo. Theo điều tra dân số của Cục điều tra dân số Hoa Kỳ năm 2000, quận có dân số người. Quận lỵ đóng ở.

## Địa lý
Theo Cục điều tra dân số Hoa Kỳ, quận có diện tích km2, trong đó có km2 là diện tích mặt nước.

## Thông tin nhân khẩu
Theo điều tra dân số 2 năm 2000, quận đã có dân số 41.786 người, 14.597 hộ gia đình, và 11.254 gia đình sống trong quận hạt. Mật độ dân số là 149 người trên một dặm Anh vuông (57/km ²). Có 15.414 đơn vị nhà ở mật độ trung bình của 55 trên một dặm Anh vuông (21/km ²). Cơ cấu chủng tộc của dân cư sinh sống trong quận bao gồm 90,09% người da trắng, 0,90% da đen hay Mỹ gốc Phi, 0,29% người Mỹ bản xứ, 0,50% châu Á, Thái Bình Dương 0,01%, 6,67% từ các chủng tộc khác, và 1,54% từ hai hoặc nhiều chủng tộc. 12,49% dân số là người Hispanic hay Latino thuộc một chủng tộc nào. 27,9% là người gốc Đức, Ailen 9,6%, 7,5% tiếng Anh, 6,2% tiếng Ý, Thụy Điển 6,1%, 6,1% và 5,0% người Mỹ gốc Ba Lan theo điều tra dân số năm 2000. 87,9% nói người gốc Anh và 11,1% Tây Ban Nha là ngôn ngữ đầu tiên của họ. Dân số học sinh đứng ở mức khoảng 5000, với 3000 người trong số họ đang được ở một trường trung học được thiết kế cho 1.800 sinh viên. 
2.000 điều tra dân số tuổi kim tự tháp cho Boone County.There được 14.597 hộ, trong đó 40,10% có trẻ em dưới 18 tuổi sống chung với họ, 64,20% là đôi vợ chồng sống với nhau, 8,70% có nữ hộ và không có chồng, và 22,90% đã không gia đình. 19,00% hộ gia đình đã được tạo ra từ các cá nhân và 8,00% có người sống một mình 65 tuổi hoặc lớn hơn. Cỡ hộ trung bình là 2,84 và cỡ gia đình trung bình là 3.24.
Trong dân số quận đã được trải ra với 29,80% dưới độ tuổi 18, 7,70% 18-24, 29,90% 25-44, 22,00% từ 45 đến 64, và 10,70% từ 65 tuổi trở lên người. Độ tuổi trung bình là 34 năm. Đối với mỗi 100 nữ có 100,20 nam giới. Đối với mỗi 100 nữ 18 tuổi trở lên, đã có 97,60 nam giới.
Thu nhập trung bình cho một hộ gia đình trong quận đã đạt mức USD 52.397, và thu nhập trung bình cho một gia đình là USD 59.305. Phái nam có thu nhập trung bình USD 41.992 so với 25.695 USD của phái nữ. Thu nhập bình quân đầu người đạt mức 21.590 USD. Có 5,10% gia đình và 7,00% dân số sống dưới mức nghèo khổ, trong đó có 8,70% của những người dưới 18 tuổi và 5,80% của những người 65 tuổi hoặc hơn.